# NTTPCコミュニケーションズ
株式会社NTTPCコミュニケーションズ（登記上の商号: 株式会社エヌ・ティ・ティピー・シーコミュニケーションズ）は、NTTドコモビジネスの子会社である、ネットワーク総合企業である。主に企業向けにインターネットソリューションを提供している。2008年からは仮想移動体通信事業にも進出し、現在ではセキュリティ、IoT、サブスクリプションビジネス支援サービスなども展開している。

## 業務概要
当社の主な業務内容を以下に記す。

### ネットワーク・モバイル
- 高い可用性とセキュリティ。広帯域でクラウド接続に適した、品質保証型ネットワークサービスである「Master'sONE」
- 高セキュリティなリモート接続やIoT通信を実現する、可用性に優れた法人向けモバイルサービス「Master'sONEモバイル」
- 法人向けISPである「InfoSphere（インフォスフィア）」の運営。元々は個人向けにもサービスを提供しCMも流していたが、個人向けサービスはOCNに統合された。
- HISPRO認定の高いセキュリティ。情報漏えいを防ぐ医療業界向けネットワークサービスである「IP-Members」

### セキュリティ
- 24時間365日の有人監視。WAF、IDS / IPSの安心導入でWebサイトをサイバー攻撃から守る「クラウドWAFセキュリティオペレーションサービス」
- 専門知識 / スタッフ不要で高度なセキュリティ対策を実現する、アウトソーシング型運用管理サービス「Security BOSS」
- 停止が許されない重要なサービス基盤-。DDoS攻撃によるインターネットサービスの停止からお客さまの事業基盤を守る「DDoS対策サービス」
- 法人のメールセキュリティ課題をオールインワンで解決する「Mail Luck!」
- 防犯に加え、店舗改善やマーケティングにも活用できるクラウド型ネットワークカメラ「セキュアカメラクラウドサービス」

### ビジネスプロセス支援
- 通信費の一括管理でコスト削減と業務効率化を実現する「トップクルーズ」
- Office 365などの月額課金型「サブスクリプションビジネス」に適した統合プラットフォームで、煩雑な顧客管理、契約 / 請求管理の業務を効率化！「Office 365 with Mail Luck!再販サービス」
- パートナーさまのデジタルトランスフォーメーション（DX）を支援するクラウド型サービス「ビジネスプロセス支援サービス（BPaaS）」

### IoT・AI
- フィールドで働く方々の「安全」と「健康」をみまもる、ウェアラブルIoTサービス「みまもりがじゅ丸」
- 2011年から、のべ50以上の自治体に採用された鳥獣対策IoT わなが動いたり、檻が閉まると、メールでお知らせ！「みまわり楽太郎」
- 機器・センサーの高セキュリティなIoT通信を簡単・低コストに実現「IP-WARP」
- カメラ＋クラウドで河川監視。水位や水門など河川状況の巡回・監視業務を、低コストに実現「セキュアカメラクラウドサービストップクルーズップクルーズ 河川監視パッケージ」

### データセンター・ホスティング
- 社内システムから事業基盤まで。可用性と拡張性に優れたデータセンターサービス「WebARENA」
- 管理の手間なく、低コストでドメイン名を取得できる「名づけてねっと」

### クラウド
- 事業ニーズに合わせてカスタマイズ可能な、拡張性に優れたハイブリッドクラウドサービス「カスタムクラウド」
- 重複排除とストレージ容量・コストの大幅削減を実現「Biz-agora ファイルサーバー」

### サーバー・ネットワーク機器
- ディープラーニング/HPC向けGPUから分散ストレージまで。高度なサーバー設計技術で、研究/商用基盤の構築、安定運用を実現「Supermicro」
- ネットワークの可視化 / 検証を実現するハイパフォーマンスなネットワークテスト / 可視化ソリューション「IXIA」
- 各種サーバー／ネットワーク機器

### OEM/再販サービス
- 設備投資やリソースの負担を軽減！20年来の豊富な知見とノウハウで、貴社の事業継続を支援。「ホスティングOEM提供サービス 」
- 深層学習や解析/シミュレーションに。AIビジネスを模索する企業への試験導入に適したGPUエントリーモデル「GPUエントリーモデル」
- 少ない初期投資でクイックスタート。通信ビジネスへの新規参入をワンストップで支援。「MVNO環境提供サービス」
- 新たなネットワークプラットフォームで、法人向けインターネット接続サービスが必要な企業のビジネスを支援「IPoEインターネットサービス（卸提供）」

## 沿革
当社の沿革を以下に記す。
- 1985年 - 株式会社エヌ・ティ・ティピー・シーコミュニケーションズ設立。
- 1995年 - インターネット接続サービス「InfoSphere」提供開始。
- 1996年 - セキュア帯域保障型IP-CUGサービス「NNCS」提供開始。
- 1997年 - ハイクオリティWWWサーバハウジングサービス「WebARENA」提供開始。インターネットウェブマガジン「CENTBriefs」（現CNETJapan）公開。
- 1998年 - ギガビットイーサネットソリューション提供開始。
- 1999年 - VPNソリューション提供開始。IP-CUGホスティングソリューション「SuperNNAS」提供開始。「WebARENA Symphony」「WebARENA Suite」提供開始。IP-VPNサービス「SuperOBN」提供開始。
- 2000年 - 超高速オプティカルネットワークソリューション提供開始。
- 2001年 - ドメイン名登録サービス 「名づけてねっと」提供開始。IP-VPNサービス 「CUNets」提供開始。システム検証センタ 「三田テクノスクウェア」開設。
- 2002年 - 個人向け「InfoSphere」をOCNへ統合。
- 2003年 - 「IPセントレックスサービス」提供開始。「メールホスティングサービス/ウェブホスティングサービス」提供開始。
- 2006年 - 企業向けVPNサービス「Master'sONE」サービス開始。
- 2007年 - トータル・セキュリティ・マネジメント・サービス「Security BOSSシリーズ」サービス開始。
- 2008年 - MVNOサービス「Master's ONE セキュア・リモートアクセスサービス 定額FOMAデータ通信プラン」の提供を開始。
- 2009年 - 本社を現在地に移転。門前仲町データセンター開設。
- 2010年 - 第4回『ASP・SaaS・ICTアウトソーシングアワード2010』IDC部門でWebARENA「門前仲町データセンター」が「総合グランプリ」を受賞。ワイヤレス通信サービス「Master'sONE ワイヤレス・イーサ」提供開始。
- 2011年 - クラウド型ネットワークカメラ「セキュアカメラクラウドサービス」提供開始。パッケージ型クラウドサービス「Biz-agora」 (現：ビジネスクラウド「Biz-agora パッケージシリーズ」)提供開始。法人向けインターネット接続サービス「モバイルインターネット for Biz」提供開始。
- 2012年 - 利用特化型ホスティングサービス「WebARENA メールホスティング」提供開始。ビジネスクラウド「Biz-agora セレクトシリーズ」提供開始。インターネット接続サービス「InfoSphere モバイルライトプラン for 「フレッツ」」提供開始。
- 2013年 - VPSサービス「WebARENA VPSクラウド」提供開始。
- 2014年 - 「Master'sONE 無線LANサービス」提供開始。広域イーサネット「Master'sONE ブロードバンド・イーサ ハイグレード」提供開始。インターネット接続サービス「InfoSphere ダイレクトコネクト」提供開始。
- 2015年 - マルチクラウド接続サービス「Master'sONE インタークラウドネットワーク」提供開始。
- 2016年 - クラウド＆アウトソーシングサービス「業務支援プラットフォームサービス」提供開始。
- 2017年 - SD-WAN技術を活用したネットワークサービス「Master'sONEクラウド型ネットワークサービス」（ 現「Master'sONE CloudWAN」) 提供開始。モバイルサービス「Master'sONE モバイルM2M」IoT / M2M市場向けに刷新。クラウドファースト時代のネットワークサービス「Master'sONE CloudWAN Nプラン」提供開始。ウェアラブルIoTサービス「みまもりがじゅ丸」提供開始。東海支店開設。「第11回ASPIC IoT・クラウドアワード2017」にて『IoTアプリケーション分野グランプリ』『ASPIC会長賞』を受賞。
- 2018年 - SD-WANサービス「Master'sONE CloudWAN セキュアパッケージ」提供開始 「第12回ASPIC IoT・AI・クラウドアワード2018」において『ベストイノベーション賞』、『ニュービジネスモデル賞』を受賞。
- 2025年 - 9月4日付でNTTPCコミュニケーションズ株式会社（英: NTTPC Communications, Inc）に商号変更予定[3]

## ISP事業
法人向けに特化したインフォスフィアブランドで、インターネットサービスプロバイダ業務を行っている。またそれにあわせたメールサーバ、Webサーバやリモートアクセス、IP電話といった、システム構築業務を行っている。

## MVNO 「定額FOMAデータ通信プラン」
2008年10月から、仮想移動体通信事業者（MVNO）としてNTTドコモのFOMAハイスピード網を利用した「Master's ONE セキュア・リモートアクセスサービス 定額FOMAデータ通信プラン」の提供を開始した。
本サービスは、営業担当者などが外出先からFOMAハイスピード網を利用した高速モバイル通信で、ワンタイムパスワードと、ワイヤレスIP-VPNを利用し、セキュアに社内のシステム、イントラネット、メールサーバ、アプリケーションサーバなどにアクセスできるサービスとなる。インターネットに直接でることがないため、高セキュリティーに外出先から車内アクセスが可能となる。逆にインターネット接続には、自社のプロキシサーバを経由する必要がある。
以下のサービスがパッケージ化されている。
- 「FOMA」データ通信機能/VPN接続機能
- 各標準装備機能
- 保守サービス

端末はUSBタイプのデータ通信端末とモバイルWiFiルータ (Portable Wi-Fi) を用意している。
オプションとして、PC端末特定機能や検疫機能がある。

## 関連事項
- NTTファイナンス